# Vasile Moldovan
Vasile Moldovan (ur. 28 sierpnia 1911 w Klużu) – rumuński gimnastyk. Uczestnik Igrzysk Olimpijskich w 1936 w Berlinie. Na igrzyskach olimpijskich zajął 109. miejsce w wieloboju gimnastycznym, ukończył tylko jedną z konkurencji. Nie miał udziału w wyniku drużynowym, gdyż był najsłabszy z ekipy rumuńskiej.